# Aquarama
La Aquarama era una nave passeggeri. Fu costruita come trasporto truppe nel 1945 con il nome di Marine Star e venne in seguito convertita in nave passeggeri per effettuare servizio sui Grandi Laghi. Rimasta in disarmo per oltre quarant'anni, nel 2007 fu venduta per la demolizione in Turchia.

## Caratteristiche
Originariamente la nave era una delle cinque unità miste del tipo C4-S-B5, adatte al trasporto di truppe e di merci. In seguito venne convertita in un'unità passeggeri di lusso, capace di trasportare 2500 passeggeri e 160 automobili, su progetto dello studio George G. Sharp di New York. Gli spazi interni della nave erano divisi in nove ponti, due dei quali dedicati alle automobili. La nave non era dotata di cabine, essendo pensata per un servizio diurno, ma disponeva di numerosi servizi a bordo, tra i quali quattro ristoranti, due piste da ballo, un cinema, un'area giochi per bambini e una caffetteria da 300 posti. Lunga più di 150 metri e larga oltre 21, la Aquarama era la nave passeggeri più grande in servizio sui Grandi Laghi. 
L'aspetto esteriore della nave era caratterizzato dal particolare ponte di comando integrato in un fumaiolo posticcio, soluzione impiegata anche su altre navi progettate dallo stesso studio.

## Storia
La nave fu costruita nel 1945 presso la Sun Shipbuilding & Drydock Company di Chester, in Pennsylvania. Compì un solo viaggio attraverso l'Atlantico, venendo poi messa in disarmo. Nel 1954 fu acquistata dalla Sand Products Company di Muskegon, venendo convertita in nave passeggeri al costo di 8 milioni di Dollari presso la Todd Shipyard Corporation di Brooklyn. I lavori furono completati dalla stessa Sand Company, che poi noleggiò la nave alla Michigan-Ohio Navigation Company, con l'intento di metterla in servizio tra Cleveland e Detroit, collegando le due città in circa sei ore.
La nave entrò in servizio nel luglio 1956 (altre fonti indicano il 1957 come anno di inizio del servizio, con un impiego come "amusement palace" a Chicago nel 1956), la prima nuova nave passeggeri sui Grandi Laghi in vent'anni. Il servizio della nave non fu privo di difficoltà: dotata di una sola elica e priva di eliche trasversali, la nave si rivelò poco manovriera, subendo diversi incidenti, che le guadagnarono il soprannome di Crusherama. Un'ulteriore problematica era rappresentata dalla scia della nave, che in più occasioni creò problemi a imbarcazioni più piccole e persino a bagnanti. Inoltre la Aquarama non fu in grado di generare utili (del resto i traffici passeggeri erano in declino anche prima della sua entrata in servizio) e l'ultimo viaggio sulla rotta fu compiuto il 4 settembre 1962.
La nave fu fermata a Muskegon. Si pensò di metterla in servizio nella traversata del Lago Michigan, tra Muskegon e Milwaukee, in sostituzione della vecchia Milwaukee Clipper. I piani non andarono, però, a buon fine, perché né la compagnia né la città di Milwaukee vollero farsi carico delle spese per il dragaggio del canale di accesso al porto, necessario per mettere in servizio l'Aquarama.
La Aquarama rimase, quindi, in disarmo fino al 1987, quando fu acquistata da un gruppo di investitori per 3 milioni di Dollari. La nave fu posta in disarmo in vari porti, venendo anche brevemente aperta al pubblico nel 1988, ma nessuno dei progetti previsti per essa si concretizzò. Nel 1995 la nave, ferma da sei anni a Windsor, fu venduta alla Empire Cruise Lines e rimorchiata a Buffalo, con il nome cambiato in Marine Star. I piani per la conversione in un casino galleggiante, tuttavia, fallirono, e la nave restò ferma per altri dodici anni a Buffalo prima di essere venduta per la demolizione. Nel luglio 2007 la Marine Star partì a rimorchio per la Turchia, dove fu demolita nei cantieri di Aliağa.